# Cyclopentan
Cyclopentan ist eine zur Stoffgruppe der Cycloalkane gehörende farblose Flüssigkeit.

## Eigenschaften
Die in der Infobox gezeigte Skelettformel gibt nicht die „reale“ Molekülstruktur wieder. Die fünf Kohlenstoffatome liegen nicht in einer Ebene. Außerdem ist das Molekül „flexibel“, d. h., seine Atome sind im Molekülverband in ständiger Bewegung begriffen (siehe Artikel Pseudorotation). Die energetisch günstigen Konformationen sind die sogenannte Briefumschlag-Konformation (engl. envelope conformation) und die Halbsessel-Konformation (half-chair conformation).

Briefumschlag-Konformation von Cyclopentan
Halbsessel-Konformation von Cyclopentan

Cyclopentan schmilzt bei −94 °C und siedet bei 49 °C. In Wasser ist Cyclopentan praktisch unlöslich, mit vielen organischen Lösungsmitteln ist es jedoch mischbar. Der Dampfdruck beträgt bei 20 °C 346 hPa, die Flüssigkeit ist leicht flüchtig. Die Dichte beträgt 0,75 g/ml bei 20 °C. Cyclopentan riecht benzinartig. Der Flammpunkt liegt bei −51 °C, die Zündtemperatur bei 320 °C.

## Verwendung und Vorkommen
Cyclopentan kommt im Erdöl vor. Es wird unter anderem als Lösungsmittel für organische Stoffe verwendet. Seit den 1990er-Jahren wird Cyclopentan (ggf. im Gemisch mit seinen anderen Isomeren oder C4-Kohlenwasserstoffen) auch als (physikalisches) Treibmittel bei der Herstellung von Polyurethan-Hartschaumstoffen verwandt.
Der überwiegende Teil der in Deutschland vorhandenen neueren Haushaltskühlgeräte enthält den Kohlenwasserstoff Isobutan als Kältemittel und den Kohlenwasserstoff Cyclopentan als Schaumtreibmittel in der Isolierung. Der Stoff verbleibt auch in den aufgeschäumten Zellen, und durch seine geringe Wärmeleitfähigkeit macht es die Isolierung effizienter. 
Durch die Oxidation von Cyclopentan lässt sich Cyclopentanon synthetisieren.

## Sicherheitshinweise
Cyclopentan ist leichtentzündlich und schwach wassergefährdend (WGK 1). Es bildet infolge seines niedrigen Siedepunktes von 49 °C und seines Flammpunktes von −51 °C leicht entzündliche Dampf-Luft-Gemische. Der Explosionsbereich liegt zwischen 1,5 Vol.‑% als untere Explosionsgrenze (UEG) und 8,7 Vol.‑% als obere Explosionsgrenze (OEG). Mit einer Mindestzündenergie von 0,24 mJ sind Dampf-Luft-Gemische extrem zündfähig. Hohe Konzentrationen von Cyclopentan können zu Bewusstlosigkeit führen.